# Heinz Vonhoff
Heinz Vonhoff (* 11. April 1922 in Betzdorf; † 18. September 1998 in Steinheim am Albuch) war ein deutscher Volksschullehrer, Religionslehrer und Schriftsteller.

## Leben und Wirken
Vonhoff wurde 1922 in Betzdorf geboren. Seit 1948 war er als Lehrer in Heidenheim an der Brenz tätig. Gemeinsam mit den dortigen Schuljungen konzipierte er ein Hirtenspiel, welches eine breite Rezeption fand und auch an anderen Orten häufig aufgeführt wurde. Später war Vonhoff als Schuldekan in Steinheim am Albuch tätig, wo er auch starb. Bekanntheit erlangte er für seine religiösen Erzählungen und Gedichte, welche zum Teil für Kinder verfasst waren.

## Schriften (Auswahl)
- Herzen gegen die Not – Weltgeschichte der Barmherzigkeit. J. G. Oncken Verlag, Kassel 1960.
- Herr, höre mich. Schulgebete. Christliche Verlags Anstalt, Konstanz 1961.
- Der Sensei von Shinkawa. Ein Lebensbild Toyohiko Kagawas. Burckhardthaus-Verlag, Berlin 1963.
- Sie jagden das Reh. Burckhardhaus-Verlag, Berlin 1967.
- Albert Schweitzer und sein Spital in Lambarene. Verlag Junge Gemeinde, Stuttgart 1973.
- Es ist das Heil uns kommen her. Auf den Spuren des Paul Speratus. Stuttgart 1984.
- Geschichte der Barmherzigkeit. 5000 Jahre Nächstenliebe. Quell Verlag, Stuttgart 1987, ISBN 978-3-7918-1081-2.